# Emil Bretter

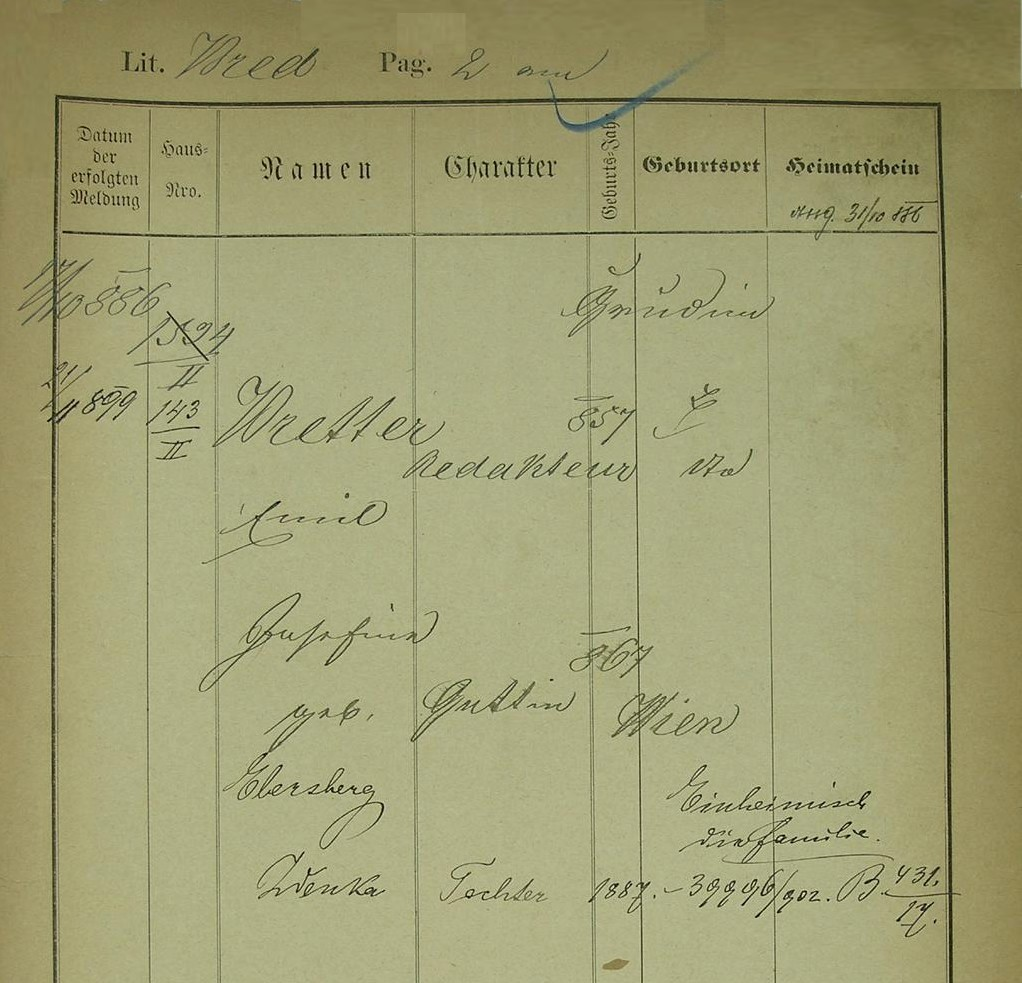
Pobytové přihlášky v Praze 1899, Bretter Emil s rodinou

Emil Bretter, křtěný Emil Pavel Gabriel (18. prosince 1857 Chrudim – 3. září 1919 Praha), byl český redaktor a novinář.

## Život
Narodil se v Chrudimi v rodině asistenta c.k. berního inspektorátu Gustava Brettera a jeho ženy Gabrieli rodem Kuchtové. Základní vzdělání získal v Chrudimi a gymnázium poté studoval v nedalekých Pardubicích. Po smrti svého otce studia v Pardubicích přerušil a rodina se odstěhovala do Vídně. Zde ve studiu pokračoval na Vídeňské Univerzitě, kde vystudoval Literární vědu a státovědeckou, přičemž hlavní oporou a podporovatelem v jeho vědeckých snahách byl Lorenz von Stein. Po ukončení studia opustil Vídeň, vrátil se do vlasti a usadil se v Praze.
V roce 1883 obdržel nabídku pracovat v redakci novin „Politik”, kterou přijal a svojí pílí se časem vypracoval na šéfredaktora, kterým byl 1. ledna roku 1896 jmenován.
Mezitím se koncem září roku 1886 v Brunnu nedaleko od Vídně oženil s Josefou Ebersbergovou a později s ní měl dvě děti, dceru Zdeňku (1887) a syna Otokara (1889), který později zemřel.
Od roku 1894 byl starostou "Spolku českých žurnalistů" v Praze a později dal podnět k založení vdovského fondu při tomto spolku. Emil Bretter zemřel v Praze během prvních zářijových dní roku 1919 a následně byl pohřben na Vyšehradském hřbitově.